# Wybory parlamentarne w Szwecji w 2018 roku
Wybory parlamentarne w Szwecji w 2018 roku odbyły się 9 września 2018. W ich wyniku wyłoniono 349 posłów do parlamentu Szwecji (Riksdagu) na czteroletnią kadencję 2018–2022. Frekwencja wyborcza wyniosła 87,18%. W wyborach zwyciężyła Szwedzka Socjaldemokratyczna Partia Robotnicza. Drugie miejsce zajęła Umiarkowana Partia Koalicyjna, a trzecie Szwedzcy Demokraci.

## Wyniki wyborów
| Partia polityczna | Partia polityczna                              | Głosy     | %     | Mandaty | Zmiana |
| ----------------- | ---------------------------------------------- | --------- | ----- | ------- | ------ |
|                   | Szwedzka Socjaldemokratyczna Partia Robotnicza | 1 830 386 | 28,26 | 100     | -13    |
|                   | Umiarkowana Partia Koalicyjna                  | 1 284 698 | 19,84 | 70      | -14    |
|                   | Szwedzcy Demokraci                             | 1 135 627 | 17,53 | 62      | +13    |
|                   | Partia Centrum                                 | 557 500   | 8,61  | 31      | +9     |
|                   | Partia Lewicy                                  | 518 454   | 8,00  | 28      | +7     |
|                   | Chrześcijańscy Demokraci                       | 409 478   | 6,32  | 22      | +6     |
|                   | Liberałowie                                    | 355 546   | 5,49  | 20      | +1     |
|                   | Partia Zielonych                               | 285 899   | 4,41  | 16      | -9     |
|                   | Inicjatywa Feministyczna                       | 29 665    | 0,46  | 0       | –      |
|                   | Pozostałe partie                               | 69 472    | 1,07  | 0       | –      |
|                   | Kandydaci dopisani do listy                    | 2120      | 0,03  | –       | –      |
|                   | Głosy nieważne i puste                         | 56 426    | 0,86  | –       | –      |
|                   | Razem                                          | 6 535 271 | 100   | 349     | –      |